# Bockhällor
Bockhällor är en ö i Finland. Den ligger i Bottenhavet eller Norra kvarken och i kommunen Korsnäs i den ekonomiska regionen  Vasa i landskapet Österbotten, i den västra delen av landet. Ön ligger omkring 50 kilometer sydväst om Vasa och omkring 350 kilometer nordväst om Helsingfors.
Öns area är 3,1 hektar och dess största längd är 350 meter i nord-sydlig riktning. I omgivningarna runt Bockhällor växer i huvudsak blandskog.